# Biskupi Nha Trang
Biskupi Nha Trang – biskupi diecezjalni i biskupi koadiutorzy wikariatu apostolskiego, a od 1960 diecezji Nha Trang.

## Biskupi

### Biskupi diecezjalni
| Lata urzędowania | Biskup | Biskup                           | Uwagi |
| ---------------- | ------ | -------------------------------- | --- |
| 1957–1966        |        | Raymond-Marie-Marcel Piquet      | wikariusz Nha Trang w latach 1957–1960, od 1960 biskup diecezjalny Nha Trang, poseł do Parlamentu Europejskiego |
| 1967–1975        |        | François Xavier Nguyễn Văn Thuận | następnie koadiutor archidiecezji Thành-Phô Hồ Chí Minh w latach 1975–1994, późniejszy wiceprzewodniczący Papieskiej Rady ds. Sprawiedliwości i Pokoju w latach 1994–1998, następnie przewodniczący Papieskiej Rady ds. Sprawiedliwości i Pokoju, kardynał |
| 1975–2009        |        | Phaolô Nguyễn Văn Hòa            | administrator apostolski sede vacante diecezji Ban Mê Thuột w latach 2006–2009 |
| 2009–2022        |        | Joseph Võ Đức Minh               | |
|                  |        | Joseph Nguyễn Chí Linh           | administrator apostolski sede vacante od 2022 |
| od 2023          |        | Joseph Huynh Van Sy              | |

### Biskupi pomocniczy
| Lata urzędowania | Biskup | Biskup                | Uwagi                                             |
| ---------------- | ------ | --------------------- | ------------------------------------------------- |
| 1997–2003        |        | Pierre Nguyễn Văn Nhỏ | koadiutor                                         |
| 2005–2009        |        | Joseph Võ Đức Minh    | koadiutor, następnie biskup diecezjalny Nha Trang |